# Kubànske
Kubànske (en (ucraïnès): Кубанське) és un poble de la República Autònoma de Crimea a Ucraïna, que el 2014 tenia 136 habitants. Pertany al districte de Simferòpol.